# Frank Laviani
Frank Laviani (* 11. August 1977) ist ein ehemaliger deutscher Fußballspieler.

## Sportlicher Werdegang
Laviani spielte in der Jugend beim FC Memmingen und für den FC Augsburg. 1996 wechselte er nach Österreich zum Zweitligaaufsteiger Schwarz-Weiß Bregenz. Trotz Zweitligameisterschaft am Ende der Spielzeit 1998/99 kehrte er nach Deutschland zurück und schloss sich dem Süd-Regionalligisten FSV Frankfurt an. Nach einer Halbserie wechselte er zum Ligakonkurrenten VfR Aalen, wo er nicht über die Rolle eines Ergänzungsspielers hinauskam. Daher wechselte er 2001 zu Waldhof Mannheim, wo er für die in der Oberliga Baden-Württemberg antretende Amateurmannschaft neben Mario Göttlicher, Hamodi Oda, Umut Erdoğan, Hakan Atik und Christian Beisel vorgesehen war. Nach durchwachsenen Ergebnissen und einigen verletzungsbedingten Ausfällen rückte er unter Trainer Uwe Rapolder in die in der 2. Bundesliga antretenden Profimannschaft auf, am 15. Oktober 2001 kam er beim 1:1-Unentschieden beim VfL Bochum als Einwechselspieler für Zeno Bundea ab der 68. Minute zu seinem einzigen Zweitligaeinsatz. Kurze Zeit später zog er sich eine schwerwiegende Verletzung zu, in deren Folge er Sportinvalide wurde.